# 大安萬壽宮
大安萬壽宮位於四川省自貢市大安區，文物遺址年代判定為民國。2012年7月16日公佈為第八批四川省文物保護單位。
萬壽宮位於四川省自貢市大安區牛佛鎮後街，坐東北向西南，是由江西移民于清康熙前期集資修建的一座同鄉會館。辛亥時，萬壽宮被人為燒毀，民國初期縮小面積修復成禮堂式廟宇，2003年進行過維修，建築占地面積約615平方米。現存萬壽宮建築由正殿及後院廂房組成，在長達19米的地基中軸線上，大門、廳堂、廂房依次布建，四周則以山牆環繞。正殿面闊三間，長20.8米，通間進深，長12.7米。萬壽宮屋頂前後共有36只簷角，三重簷馬頭牆對稱布建於廳堂左右，大門飾有人物木雕和垂花，後門飾有花鳥石刻。萬壽宮對研究自貢清代會館建築演變和社會經濟發展具有一定的參考價值。2009年，萬壽官被自貢市人民政府公佈為市級文物保護單位。